# Yohannis Boyalew
 (décembre 2022).
République fédérale démocratique d'Éthiopie
Yohannis Boyalew (Ge'ez: ዮሐንስ ቧያለው) est un des 112 membres de la Chambre de la fédération éthiopienne. Il est un des 17 conseillers de l'État Amhara et représente le peuple Amhara.
Le 15 aout 2023, il est arrêté à Bahir Dar.